# Amy Jacques Garvey
Amy Euphemia Jacques Garvey (Kingston, Jamaica, 31 de diciembre de 1895-Kingston, 25 de julio de 1973), fue una periodista y activista jamaiquina. Fue una de las más importantes periodistas feministas y editoras negras de las primeras décadas del siglo XX y una figura fundamental en el desarrollo de la Asociación Universal de Desarrollo Negro), el movimiento de nacionalismo negro más importante establecido en Estados Unidos. Junto a Una Marson, fue pionera del feminismo caribeño.

## Biografía
Amy Euphemia Jacques nació en el seno de una familia de clase acomodada que consideraba que las mujeres debían dedicarse a labores tradicionales de
género. Paradójicamente tuvo un desarrollo cultural amplio. Su tatarabuelo, John Jacques, fue el primer alcalde de Kingston. Sus dos padres habían recibido una educación formal e impulsaron a sus hijas hacia el estudio y la adquisición de conocimientos. Cursó sus estudios iniciales en la Wolmer's Girls' School, una prestigiosa escuela para niñas en Jamaica, y llegó a asistir durante unos meses a la Universidad, cuando una muy pequeña minoría de los jóvenes de su país accedían a estudios superiores. La influencia de su padre, Geoprge Jacques, fue especialmente significativa en su formación. Amy Jacques Garvey señala: 

As a Black woman I was trained by my father, who lived in Cuba for years and spoke Spanish fluently; he also lived in Baltimore.[...] my Dad trained me as if I were a boy. [...] on Sundays, after dinner, he would collect his foreign newspapers, and I had to get a dictionary, and read editorials and news items; he would explain everything to me and answer all my questions. Sometimes he would give me an essay to write on a news item or article. This made me learn to think independently on world affairs and to analyze situations.
Como mujer negra fui entrenada por mi padre, quien vivió en Cuba durante años y hablaba español con fluidez; también vivió en Baltimore.[...] mi papá me formó como si fuera un niño. [...] los domingos, después de la cena, reunía sus periódicos extranjeros y yo tenía que conseguir un diccionario, y leer editoriales y noticias; me explicaría todo y respondería todas mis preguntas. A veces me daba un ensayo para escribir sobre una noticia o artículo. Esto me hizo aprender a pensar de forma independiente en los asuntos mundiales y a analizar situaciones.
Jacques Garvey, 1972.

George Jacques murió en agosto de 1913, poco después que su hija Amy se graduara. Su madre asumió la responsabilidad sobre los bienes familiares y Amy Jacques comenzó a actuar de hecho como cabeza de familia. Al año siguiente comenzó a trabajar en el estudio del abogado de la familia. Amy Jacques sufría agudos ataques de malaria, —enfermedad especialmente grave en la isla—, y por consejo médico decidió instalarse temporalmente en una ciudad de un clima más frío. A causa de las limitaciones impuestas por la Primera Guerra Mundial, debió desistir de viajar a Londres y en 1917 se trasladó a Nueva York, donde entonces residía una importante comunidad de emigrantes caribeños y antillanos.
Hacia mediados de 1919 inició su actividad laboral en la Asociación Universal de Desarrollo Negro (conocida por su sigla en inglés, UNIA), como secretaria de Marcus Garvey y pocos meses después, luego de que Garvey se divorciara de su primera esposa, comenzó a acompañarlo en sus viajes. Amy Jacques y Marcus Garvey contrajeron matrimonio el 27 de junio de 1922. A pesar de su entrega a la causa garvista; el reconocimiento del trabajo le fue dado a Marcus. Aun así fue valorada como el brazo derecho y segunda al mando de la Asociación.
En 1923 Marcus Garvey fue arrestado, juzgado por fraude y condenado a prisión. En 1927 fue deportado a Jamaica, donde él y Amy Jacques se trasladaron. Allí nacieron sus dos hijos, Marcus Mosiah Jr. y Julius Winston. En 1935 Garvey dejó Jamaica para establecerse en Londres y reiniciar su actividad política.  Pese a que Garvey pregonaba que las mujeres no debían ejercer de cabeza familiar, Jacques de Garvey, su mujer, efectivamente fue la cabeza del hogar en Jamaica entre 1935 y 1937, mientras Garvey vivía en Inglaterra.  En 1937 Amy Jacques y sus hijos se reunieron con él durante un corto tiempo y luego regresaron a Jamaica en agosto de 1938.
Amy Jacques Garvey murió en el distrito de Mona en Kingston, Jamaica, el 25 de julio de 1973.

## Contexto histórico
El marco ideológico de la UNIA apreciaba la presencia y reconocía los aportes de las mujeres. Éstas se dedicaban a la dirección editorial, la elaboración de discursos, a organizar la comunicación política, al seguimiento legal de los procesos y a reunirse con mujeres asiáticas o criollas con el fin de establecer alianzas. Aun así, y a pesar de que muchas culturas africanas no se corresponden con sistemas patriarcales, aún se conservaba en la práctica las visión occidental respecto de los roles femeninos y masculinos.
La UNIA había organizado dos cuerpos auxiliares, la Universal African Legions (UAL), destinada a la formación y entrenamiento de hombres y la Universal Black Cross Nurses, cuyo objetivo era brindar apoyo y asistencia ante situaciones de enfermedad, falta de alimentos y otros riesgos para la salud. 
Los miembros de la UAL eran sumamente apreciados por los garveyistas como soldados, líderes y gobernantes y en especial por su militarismo, el principal valor que representaba el lado masculino de los “conjuntos dicotómicos de valores de género”. Las Black Cross Nurses, en cambio, evidenciaban el rol asignado a la mujer como auxiliar y madre.
Los trabajos de investigación desarrollados a lo largo del tiempo sobre las trayectorias y legados de Marcus Garvey y Amy Jacques Garvey continuaron centrando el foco en la figura del primero, con escasas y pobres referencias sobre Amy Jacques.

## Trayectoria
Sus primeras tareas en la UNIA consistieron en diseñar e implementar un sistema contable que permitiera controlar los ingresos y egresos de dinero de la organización.
En 1923 Amy Jacques reunió y editó una colección de los discursos de Marcus Garvey, inicialmente con el propósito de conservarlos. Poco después decidió publicar el trabajo bajo el título «Philosophy and Opinions of Marcus Garvey», para que el público pudiera conocer sus ideas centrales de modo directo.
Amy Jacques adquirió un rol relevante dentro de la UNIA. Según Ula Y. Taylor, sus acciones se inscribían en lo que denominó "feminismo comunitario", que habilitaba a las mujeres negras a desarrollarse dentro de sus comunidades como ayudantes y líderes.
Luego de que Marcus Garvey fuera puesto en prisión y finalmente condenado por fraude, Amy Jacques asumió de hecho la conducción del movimiento UNIA. Además de su trabajo en la organización, concentró sus esfuerzos en la liberación de su esposo. Logró, junto con otros líderes, que la corte autorizara la libertad bajo fianza y reunió la suma requerida. Marcus Garvey fue liberado, ambos iniciaron una gira por varios estados y Amy Jacques fue la principal oradora en distintas localidades. A partir de sus experiencias durante el viaje, escribió seis artículos que tituló "Impresiones", en los que elaboró un profundo análisis de las políticas raciales en Estados Unidos.
Entre 1924 y 1927, editó la sección femenina del periódico «The Negro World», desde donde impulsó, a través de sus editoriales, la lucha de las mujeres negras en todo el mundo en pos de su liberación.
En los 40 fue colaboradora del periódico The African, publicado en Harlem y hacia finales de la década creó el African Study Circle of the World, con sede en Jamaica.
En los años posteriores a la Segunda Guerra Mundial, participó en los movimientos de liberación, anticolonialistas, panafricanistas.
En 1944 dirigió a la Organización de las Naciones Unidas, —en el marco de los encuentros previos a su creación formal—, un trabajo titulado «Memorandum Correlative of Africa, the West Indies and the Americas» («Memorando Correlativo de África, las Indias Occidentales y las Américas»), un documento de 66 páginas en el que desarrolló un análisis crítico de los ocho puntos de la Carta del Atlántico y su sesgo eurocéntrico, y propuso la promulgación de una «Carta de la Libertad Africana».

## Pensamiento
Según Gabriela González Ortuño 

Para Amy Jacques-Garvey, las mujeres negras son capaces de realizar cualquier labor, por lo que la idea de las mujeres amas de casa le parecen una falacia, a la par que reivindica la belleza de las mujeres de origen afro que han sido representadas de forma prejuiciosa por parte del mundo blanco.[...] encontramos una postura feminista anticolonial, por lo que las mujeres tienen un rol prioritario para las luchas de emancipación, de la misma forma que lo han tenido
para la resistencia. Las mujeres serán una parte primordial en “el renacimiento del ser humano” como esperaban los panafricanistas que buscaban apartarse de patrones blancos de dominación.

Para Kiana Cárdenas, el posicionamiento de Amy Jacques Garvey evolucionó paulatinamente hacia un mayor apoyo a los planteos y proyectos feministas, cuestionando y desafiando "la ideología masculina que impregnaba a la UNIA".

## Trabajos publicados
Como responsable de la sección femenina del periódico Negro World, órgano de prensa de la Asociación Universal de Desarrollo Negro y la Liga de Comunidades Africanas, Amy Jacques-Garvey publicó una serie de artículos de su autoría, orientados a promover el desarrollo de las mujeres negras en particular y de los negros en general. En esta sección, titulada «Our Women and What They Think» se publicaron algunos de sus trabajos más significativos. Entre ellos,
- What some women of the race have accomplished. 7 de junio de 1924
- Is life worth living? 17 de octubre de 1925
- Black women's resolve for 1926. 9 de enero de 1926
- I am a Negro-and beautiful. 10 de julio de 1926
- A woman's hands guide Indian National Congress. 28 de agosto de 1926
- Labor-saving devices create unemployment among Negroes. 16 de octubre de 1926
- Listen women! 9 de abril de 1927

### Libros
- Garvey and Garveyism. Nueva York: Collier. 1974. ISBN 9780020326700.

- Amy Jacques Garvey: selected writings from the Negro World, 1923-1928. Knoxville: The University of Tennessee Press. 2016. ISBN 9781621902065. Antología compilada por Louis J. Parascandola.

- Philosophy and opinions of Marcus Garvey. Londres: Frank Cass. 1967. ISBN 9780714611433.

- Memorandum correlative of Africa, West Indies and the Americas. Subtítulo: sent to the representatives of the United Nations who are the architects of a world under re-construction, urging them to declare for an "African Freedom Charter," ans an international, inter-racial "African Freedom Council," to make applicable its princliples.--May, 1944. Jamaica. 1944. OCLC 25990616.

- Black power in America: Marcus Garvey's impact on Jamaica and Africa; the power of the human spirit. Kingston, Jamaica. 1968. OCLC 77104.

- Marcus Garvey and the vision of Africa. Black Classic Press. 2011. ISBN 9781574780475. En coautoría con John Henrik Clarke. Originalmente publicado por Random House, Nueva York, 1974.

## Reconocimientos
En 1971 fue premiada con la Musgrave Medal, otorgada anualmente en reconocimiento a logros en arte, ciencia y literatura.